# Književnost u 1892.
◄◄ | ◄ | 1889. | 1890. | 1891. | 1892.  | 1893. | 1894. | 1895. | ► | ►►
Arhitektura • Astronomija • Biologija • Film • Fotografija • Glazba • Kazalište • Kemija • Kiparstvo • Knjige • Književnost • Kršćanstvo • Meteorologija • Medicina • Planinarstvo • Politika • Pravo • Promet • Slikarstvo • Strip • Šport • Znanost • Zrakoplovstvo • Željeznički promet
Književnost u 1892.

## Svijet

### Književna djela
- Dvorac u Karpatima Julesa Vernea

## Hrvatska i u Hrvata

### Rođenja
- 9. listopada – Ivo Andrić, književnik i diplomat († 1975.)

## Vanjske poveznice
|  | Zajednički poslužitelj ima još gradiva o temi Književnost u 1892. |